# Wathena (Kansas)
Wathena es una ciudad situada en el condado de Doniphan, Kansas, Estados Unidos. Tiene una población estimada, a mediados de 2022, de 1238 habitantes.

## Geografía
La localidad está ubicada en las coordenadas 39°45′40″N 94°55′39″O / 39.76111, -94.92750 (39.761058, -94.927518).

## Demografía
Según la estimación 2017-2021 de la Oficina del Censo, los ingresos medios de los hogares de la localidad son de $64,773 y los ingresos medios de las familias son de $82,656. Alrededor del 9.0% de la población está por debajo de la línea de pobreza.